# Població sense dobles comptes
A França, per a les operacions de cens, l'INSEE ha definit alguns indicadors de població que permeten tenir en compte la doble domiciliació de certes persones, per tal de poder estudiar aquest fenomen i de tenir-ho en compte en les polítiques de disposició.

## Definicions
El qualificatiu francès té dos sentits:
- el conjunt de les persones que resideixen a França: 65.350.181 l'1 de gener de 2012 (segons l'INSEE, xifra provisional).

És el sentit utilitzat de manera comuna, sobretot per l'Insee per als padrons que comptabilitzen totes les persones que resideixen a França, sigui quina sigui la seva nacionalitat. Francès és el gentilici de França, és a dir que les persones que viuen a França són francesos. El padró d'aquestes persones residint a França (és a dir les persones que viuen a França, de nacionalitat francesa o estrangera), INSEE s'hi refereix amb el concepte de població total de França. L'1 de gener de 2008, la població de França era de 63.753.140 habitants (França metropolitana + DOM) + 720.000 (TOM) són 64.473.140 habitants amb un 5,7% d'estrangers.
- el conjunt de les persones de nacionalitat francesa, que viuen a França o a l'estranger: 63 milions a l'1 de gener de 2008.

Són els ciutadans de la República francesa «sense distinció d'origen, de raça, o de religió». El codi civil defineix la nacionalitat francesa, les condicions de la seva obtenció així com els drets i deures inherents a aquesta. El nombre de francès (en el sentit de «persones tenint la nacionalitat francesa») era a l'1 de gener 2008 de 64.473.140 habitants menys els 5,7% d'estrangers, més les persones de nacionalitat francesa expatriades (del qual el nombre pot ser estimat en 2,2 milions), o sigui un total d'aproximadament 63,0 milions.

## Aspecte estadístic

### Fins al padró de 1999
Fins al padró de 1999 les dades donades per l'INSEE per a un municipi implicaven:
- la població municipal, és a dir les persones que tenen la seva residència habitual en el territori del municipi;
- la població comptada a part, principalment les persones que viuen en certes col·lectivitats (internats, quarters, hospitals, convents, presons...);
- la població total, suma de les dues precedents;
- els dobles comptes, una subclasse de la població comptada a part, comptant els habitants que declaren posseir un altre lloc de residència (en altres paraules, que formen igualment part de la població municipal d'un altre municipi);
- la població sense dobles comptes, que és la població total disminuïda dels dobles comptes,[6][7]

La població sense dobles comptes era doncs sempre superior o igual a la població municipal, i inferior o igual a la població total. Des de 2004, les nocions de població municipal i de l'antiga població sense dobles comptes s'acosten (a definició de la població comptada per separat ha estat modificat de manera que és igual al doble recompte algunes variacions petites prop).
Per entendre correctament la població d'una ciutat, d'un agrupament de municipis, d'un departament o d'una regió, s'utilitzava la població sense dobles comptes. Des de 2004, és la població municipal que ha pres el relleu.
Per al padró renovat des de 2004, els municipis de menys de 10.000 habitants realitzen d'ara endavant una enquesta de padró exhaustiva cada cinc anys, a raó d'un cinquè dels municipis cada any, mentre que els municipis de 10.000 habitants o més realitzen tots els anys una enquesta per sondatge amb una mostra de 8% aproximadament de la seva població. La col·lecta s'efectua el gener i el febrer (el febrer i març a La Reunió). Un agent empadronador diposita els qüestionaris i els recull una vegada omplerts.

### Recollida de dades de 2004 i ulteriors
En resposta al decret publicat el 2003, la noció de dobles comptes desapareix de les dades oficials a partir de 2004 i de 2005 per als municipis inventariats aquells anys i, per a les poblacions legals de tots els municipis, a partir de 2006 (compilant les dades recollides entre 2004 i 2008 i editades l'1 de gener de 2009). · .

#### La població municipal
La població municipal (renovada) pren el relleu, ja no hi ha diferència amb la població sense doble-compte.
Implica com abans les persones majors tenint la seva residència habitual en el territori del municipi, així com els seus nens menors fins i tot si resideixen en un altre municipi, i el cònjuge o parella (fins i tot si per raons professionals resideix en un altre municipi).
S'hi afegeixen fins i tot si posseeixen una residència en un altre municipi, les persones:
- presoneres a les penitenciaries del municipi
- sense sostre empadronats en el territori del municipi
- residint habitualment en habitatges mòbils, inventariats en el territori del municipi
- residint en serveis de mitjà o de llarg sojorn dels establiments públics o privats de salut (o dels establiments socials),[11]
- residint en les residències d'avis o llars i residències socials
- residint en comunitats religioses
- residint als quarters o establiments militars
- majors residint en albergs d'alumnes o d'estudiants.

#### La població comptada a part
La població comptada a part (renovada) comprèn:
- els alumnes i estudiants majors de menys de 25 anys tenint la seva residència familiar en el municipi però residint en un altre municipi.
- les persones que tenen la seva residència familiar en el municipi però que resideixen habitualment en una comunitat d'un altre municipi.
- els alumnes i estudiants menors, residint en el municipi a conseqüència dels seus estudis, però tenint la seva residència familiar en un altre municipi.
- les persones lligades administrativament al municipi però no empadronades a la comuna.(els presos, els persones sense sostre o residents habituals en cases mòbils)

#### Diferències entre l'ex-població sense dobles comptes i la població municipal (renovada)
La diferència principal rau en el fet que les persones majors que viuen en una comunitat (escola, caserna, residència, etc.) forment part automàticament de la població municipal del municipi on es troba la comunitat, posseeixin o no aquestes persones una residència en un altre municipi. Abans certes categories de persones domiciliades fora de la ciutat formaven part de la població del municipi de la ciutat de la mateixa llar. Aquest és el cas de:
- dels militars que viuen en quarter, camps o assimilat.
- dels alumnes interns dels liceus, col·legis, grans escoles, establiments d'ensenyament especial, seminaris i tots els establiments d'ensenyament públics o privats amb internat, incloent-hi establiments d'educació vigilada del municipi.
- persones grans vivint en allotjament-llar.[12]
- de les persones que viuen al mig del centre de salut i llarga estada (es consideren ara el temps de la seva estada, així que en realitat resideixen director en el sentit de la població municipal, encara que tenen la seva pròpia habitatge en una altra ciutat, on es graven en el calendari fiscal de l'habitatge habitual que ocupen, però, no prou, i no el d'una segona llar, aquesta propietat pot seguir rebent assistència social si aquestes persones són elegibles).

D'altra banda qualsevol alumne o estudiant adult és ara part de la població municipal de la localitat on viu, el que viu en una residència, habitatges per al personal o casa de família. Anteriorment, els estudiants de 18 a 25 anys que resideixen a la ciutat, però també a la universitat, residència d'estudiants o en la llar estaven lligats al padró del seu municipi.
Al revés, els estudiants menors d'edat no estan inclosos en la població municipal del municipi en el que resideixen a la ciutat, sinó en la casa dels pares.
Per això aquest canvi de mètode ha inflat artificialment, equivocadament o amb raó, les poblacions municipals dels municipis que posseeixen internats, quarters, allotjaments-llars o estudiants majors vivint a ciutat (i inversament ha reduït les poblacions municipals d'on són els estudiants menors o majors de menys de 25 anys).
La principal transferència ha estat la de les persones de 25 anys i més fent els seus estudis en un altre municipi on resideixen la major part del temps, que són d'ara endavant totalment comptats en la població d'aquest municipi d'estudis: elles ja no són comptades «en doble» en la població comptada a part de (i en la població municipal) del municipi de la seva residència familiar, el seu lloc de residència per als estudis sent considerat com el de la seva residència principal. Tanmateix els estudiants de menys de 25 anys encara són comptats «a part de» en el municipi de la seva residència familiar (i participen encara a la població total). Aquest canvi permet tenir millor en compte les necessitats per als comptes de les ajudes socials (sobretot el RMI, fet després de RSA, per als estudiants de 25 anys i més sense ingressos regulars que se'n poden beneficiar sobre el territori del municipi dels seus estudis i no de la de la seva residència familiar), la declaració necessàriament separada dels seus ingressos, la concessió d'ajuda per als allotjaments socials, i l'extracció per als estudiants no exonerats dels impostos i taxes locals sobre el municipi de la seva residència habitual d'estudis.

## Aspecte legislatiu
Els resultats dels padrons són oficialitzats per decret. La noció de població legal és utilitzada en dret. En sentit ampli, designa el conjunt dels valors oficialitzats (població municipal, població comptada a part o població total)
En un sentit més restrictiu, segons el context, pot de vegades designar una o l'altre d'aquestes poblacions. La població total és aquella que és tinguda en compte en l'aplicació de les lleis i dels reglaments a les col·lectivitats (en particular per a les preguntes pressupostàries i fiscals).
Per contra, és la població municipal la que determina el nombre de regidors i el mode d'escrutini de les eleccions municipals.
Quan, a causa de les noves construccions, les tendències observades en la població del municipi és major o igual al 15% de la població total des de l'últim cens, el Ministeri de l'Interior, a proposta del Ministeri d'Economia, pot decidir que s'afegeix a la població total del municipi una població hipotètica igual a quatre vegades el nombre d'habitatges iniciats.
Aquests increments poblacionals es distribueixen uniformement en dos anys, amb l'obligació de realitzar un cens complementari a l'expiració d'aquest període.
Contràriament al que la lògica estadística recomanaria, els grups de població legals dels municipis (ciutats, comunitats urbanes, comunitats urbanes i comunitats de municipis) és la suma de la població total dels municipis que les componen. Aquesta població és la que determina si el grup arriba als llindars necessaris per adoptar una o altra de les quatre formes d'intercommunalité amb el seu propi impost (altres tipus d'intermunicipalitat amb fiscalitat pròpia persisteixen, com ara els sindicats de ciutats nove, però aquests estatus no poden ser concedits, de manera que tenen un llindar de població més definit; una intermunicipalitat sense el seu propi impost, tals com els vells SIVOM o els contractes de país, estan sent transferits a altres maneres de cooperació, com "associacions" entre els municipis, districtes i altres sindicats públics o mixtos, per tasques i projectes en àrees específiques, per exemple, amb els organismes de conca, les estructures de maneig i protecció de parcs regionals, l'organització de les xarxes de transport o de salut, algunes agències de desenvolupament econòmic, etc.).